# Икономическа дипломация
Икономическата дипломация се занимава с въпроси на икономическата политика, например дейността на междуправителствени организации като Световната търговска организация (СТО).
Икономическите дипломати наблюдават и докладват за икономическите политики в чуждите страни и дават на националното правителство препоръки как най-добре да реагират. Икономическата дипломация въвежда в употреба, използва икономически ресурси, например като награди или икономически санкции, в преследване на определена цел на външноикономическата политика.
Това понякога е наричано „икономическо държавническо изкуство“.